# Aggabodhi I
Aggabodhi I (Akbo) fou rei d'Anuradhapura (Sri Lanka) del 564 al 598. Era cosí matern del rei Maha Naga al que va succeir.
El Mahavansa el descriu com extremament gentil, fer, profund, estable, erudit, pur, sabent gaudir dels plaers, ric, recte, coratjós, generós i just.
ne. Les deposicions i usurpacions dels darrers regnats havien desestabilitzat el país a causa que els caps menors prenien partit per un o altre. Aggabodhi va estabilitzar el regne. Va nomenar al seu germà matern com a virrei de Ruhunu amb títol de rei; a un oncle el va nomenar raja de Malaya Rata i li va donar a la seva filla en matrimoni; els nobles i notables van rebre oficis adequats al seu càrrec. Amb el seu bon govern es va guanyar el favor popular però va tardar nou anys en consolidar el seu govern.
Durant el seu regnat van florir una dotzena de poetes (Dehemi, Temal, Bebiri, Bistklala, Anurut, Dalagot, Puravadu, Dalasala, Kumara, Kitsiri, Kasubkota i Epa). Dues obres clàssiques de Gurulogomi són d'aquesta època: el Pradeepikaiva i el Amavatura. Moltes escoles (pirivenes) foren construïdes per aquest sobirà entre les quals la pririvena de Siri 8anghabodhi al districte de Malaya Rata, la pririvena d'Aggabhodi construïda per un cap de nom Maha Siva i oferta al rei, i la pirivena de Mahanaga, construïda en honor de l'anterior rei Maha Naga.
Es van construir igualment molts vihares i algunes uposathes (sales) que es van afegir a vihares ja existents. Es van adornar també amb para-sols o pedres precioses diversos temps com el Maha Vihara (Gran Vihara o Gran Temple), el Jetawanaramaya i el d'Abhayagiri. El temple de la Dent fou reparat i es va fer un nou objecte per contenir la dent. Una canòpia daurada es va agregar a la dagoba Ruwanweli.
Es van construir almenys dos tancs d'aigua: el Mihintale Wewa i el Minimevula Wewa; i un gran canal es va obrir al tanc de Minneriya (que havia estat construït sota Mahasena). També es va fer un bany pels monjos a Mihintale que va ser batejat com Nagasondi o Nagapokuna i encara es conserva; s'hi accedeix per uns escalons.
Durant el regnat va reaparèixer la dinastia wytuliana que se suposava extingida, a causa del llibre Dhamma Dhatu que havia estat portat des de Benarés durant el regnat de Silakala i el rei havia protegit sense conèixer el contingut. Es va desencadenar una gran controvèrsia religiosa encapçalada pel sacerdot i erudit Jotipala oposat als heretges i que va aconseguir posar fi a les seves predicacions. En reconeixement dels serveis fets al budisme el rei li va concedir un monestir i va encarregar al governador provincial de vetllar pel seu benestar.
Va morir després de 34 anys de regnat. El va succeir el seu nebot i gendre Aggabhodi II (Kuda Akbo).